# Mihael Jaklin
Mihael Jaklin, slovenski rimokatoliški duhovnik, pisec in narodni buditelj. * 6. avgust 1770, Jeruzalem pri Ljutomeru; † 23. januar 1847, Ljutomer.

## Življenje

### Šolanje
Rodil se je v Prlekiji. Gimnazijo je končal v Varaždinu na Hrvaškem. Nato je šel v Gradec, kjer je študiral filozofijo in teologijo. Leta 1793 so ga posvetili za duhovnika.
Duhovniško službo je začel opravljati kot kaplan pri Ljutomeru. 1800 je prišel v Polstravo (danes Središče ob Dravi), vendar se je v istem letu vrnil v Ljutomer. 1802 je bil kaplan v današnjem Jareninskem Dolu, nato 1804 v Limbušu pri Mariboru. Od 1805 do 1816 je bil župnik v Svetinjah, potem je bil premeščen v Ljutomer, kjer je deloval do svoje smrti.
Okoli Ljutomera je imel velike vinograde, ki jih je zapustil župniji in sosedom.

### Delo
Od 1804 se je udeležil sestankov Svetourbanske akademije (po župniji Sv. Urbana) v Destrniku, katere pobudnik je bil Ivan Narat. Cilj akademije je bil standardizirati slovenski jezik na Štajerskem na podlagi osrednje slovenščine. Sestankovanje ni bilo uspešno, ker so se Narat in njegovi pristaši hoteli približevati osrednji slovenščini, medtem ko so se Jaklin, Štefan Modrinjak in drugi sklicevali na povezavo s kajkavščino.
Po Naratovi tragični smrti je Jaklin poskusil nadaljevati delo Svetourbanske akademije. Na Dunaju je biskal je tudi Jerneja Kopitarja (1811), vendar mu je Kopitar omajal Modrinjakovo jezikovno koncepcijo, ki jo je Jaklin podpiral. Takrat je že sestavil slovensko-nemški slovar (prevod po Immanuelu Schellerju), ki je ostal v rokopisu.
Prevedel je tudi katekizem, ki ga je predložil v potrdilo, vendar ga je jezikoslovec Jurij Alič zavrnil rekoč, da na Celjskem govorijo drugače kakor na Mariborskem. Jaklinu so naročili, naj katekizem preuredi v celjsko narečje.